# 이범준 (야구 선수)
이범준(李范濬, 1989년 7월 15일 ~ )은 전 KBO 리그 NC 다이노스의 투수이다.

## LG 트윈스시절
2008년에 입단하였다. 2008년 5월 18일 KIA 타이거즈와의 경기에서 데뷔 첫 승리를 기록하였다.

## 상무 야구단시절
2011년 시즌 종료 후에 입단하였다.

## LG 트윈스복귀
2013년에 복귀하였다.

## NC 다이노스시절
2018년에 입단하였다.

## 출신 학교
- 사당초등학교
- 이수중학교
- 성남서고등학교
- 대경대학교

## 논란
2011년 8월, LG 트윈스에서 즉시전력감 투수들이 부족하게 되자 외부에서 투수를 대거 영입한 것을 보고 그가 자신의 트위터에다가 짜증난다고 불만을 강하게 드러내어 팀 분위기가 급락하는 사건이 벌어졌다. 이 사건으로 물의를 빚은 후, 상무 야구단에 입대하였다.

## 통산 기록
| 연도 | 팀명  | 평균자책점 | 경기 | 완투 | 완봉 | 승 | 패 | 세 | 홀 | 승률  | 타자 | 이닝 | 피안타 | 피홈런 | 볼넷 | 사구 | 탈삼진 | 실점 | 자책점 |
| ---- | ----- | ---------- | ---- | ---- | ---- | -- | -- | -- | -- | ----- | ---- | ---- | ------ | ------ | ---- | ---- | ------ | ---- | ------ |
| 2008 | LG    | 4.81       | 38   | 0    | 0    | 3  | 2  | 0  | 0  | 0.600 | 419  | 91.2 | 88     | 7      | 59   | 7    | 37     | 54   | 49     |
| 2009 | LG    | 6.52       | 12   | 0    | 0    | 2  | 3  | 0  | 0  | 0.400 | 184  | 36.1 | 46     | 6      | 29   | 4    | 37     | 27   | 25     |
| 2010 | LG    | 9.64       | 14   | 0    | 0    | 1  | 2  | 0  | 0  | 0.333 | 143  | 28   | 37     | 5      | 19   | 4    | 13     | 31   | 30     |
| 2011 | LG    | 3.91       | 12   | 0    | 0    | 0  | 0  | 0  | 0  | -     | 98   | 23   | 21     | 0      | 11   | 1    | 12     | 13   | 10     |
| 통산 | 4시즌 | 5.73       | 76   | 0    | 0    | 6  | 7  | 0  | 0  | 0.462 | 844  | 179  | 192    | 18     | 118  | 16   | 99     | 125  | 114    |